# KTX-青龙
KTX-青龙（：／ KTX-Cheongryong */?），又被稱為160000型電力動車組或EMU-320，是韓國研发的动力分散式高速鐵路電聯車，由現代Rotem製造，並由韓國鐵道公社營運。其车辆构造与同为动力分散式列车的KTX-Eum相似，两者采用共通化设计，同樣使用了原型車HEMU-430X的技术，但KTX-青龙是专为高速铁路使用，最高运营速度为320 km/h，KTX-Eum则是速度为250 km/h的准高速鐵道車輛。

## 歷史
2016年9月，韓國鐵道公社舉行公開徵選以決定新車型的設計。12月，韓國鐵道公社與現代Rotem正式簽署高速動力分散式列車採購合約，這象徵韓國國產高速鐵道車輛邁向新紀元。其訂單含有兩種型號：2列8輛編組的EMU-320和19列6輛編組的EMU-260，預定於2020~2021年間交貨。
2021年9月，經數據模擬後發現駕駛室與客艙皆有噪音過高的問題，現代Rotem宣布將重新設計零件，包含集電弓形狀、客艙增加隔音材等措施，也因此支付190億韓圓的違約金。2022年3月，有報導指現代Rotem分別取得25列韓國鐵道公社及19列SR公司的EMU-320訂單，預計從2023年12月開始交貨。
2024年4月，韓國鐵道公社宣布，列车名称为“KTX-青龍”，且此列車現有的2列編組會在2024年5月1日投入服務，行走京釜高速線及湖南高速線，餘下的17列量產型車輛（即總數為19列）預計在2027年至2028年間投入运营。另一營運商SR股份有限公司亦宣布購買14列，預計在2027年投入服務。
2024年9月，EMU-320高速列車（在韓國命名為「KTX-青龍」後繼續以原名作進一步研發及對外銷售）獲得歐盟鐵路互通性技術規範（英語：Technical Specifications for Interoperability）的設計認證，為向歐洲高速鐵路市場進發踏出重要一步。
2025年6月19日，有報道指現代Rotem對KTX-Eum列車進行了升級，顯著改善了噪音、振動和乘坐舒適度。這些升級版列車已從2025年起供應給韓國鐵道公社，下一批預計從2027年起供應給韓國鐵道公社和SR股份有限公司的KTX-青龍列車也將採取類似的改良措施。升級後的列車配備緩衝裝置，提升轉向架性能，從而增加車體下部的強度，並減少乘客感受到的外部衝擊。此外，車體吸音材料面積增加，地板採用吸音性能增強的吸音膠合板，最大限度地減少了鐵路摩擦噪音，使車廂內的噪音降低。

## 設計
KTX-青龍運用了HEMU-430X原型車的技術，設計上KTX-青龍的特色與KTX-Eum一樣，但編組由六輛改為八輛。與過往的KTX-I和KTX-山川不同，KTX-青龍為動力分散式列車，由兩端拖車控制中間的動力車廂，而不是機車頭。外部特征上KTX-青龙与KTX-Eum的差异在于黑色车窗带下方有金色色带，KTX-Eum则在黑色车窗带上方。
KTX-青龙具有在3分32秒从静止加速至300 km/h的能力，比KTX-山川的5分16秒快。

## 列車內部配置
KTX-青龍頭等艙位於1號車廂，雖然座位安排與普通艙一樣是2X2，但座椅之間的間距稍寬，使乘客有更大的腳部空間；每個座椅都配有頸枕、兩個220V電源插座、四個USB插頭、無線充電器及類似於飛機上機上娛樂系統的娛樂顯示器。而一般艙位於2至8號車廂，每個座椅除了安裝了一個220V電源插座和兩個USB插頭，還安裝了智慧型手機無線充電器。
比起KTX-I、KTX-山川列車，KTX-青龍的座椅擁有更大的腿部空間、更寬的扶手、USB插孔、無線充電器和類似飛機上機上娛樂系統的娛樂顯示器，更明顯的是每排座位都有專屬的車窗。

## 生产
- 已投入服務：601~602，2组16輛。
- 製造中：31组248輛。

## 編成
| 車号   | 1      | 2      | 3      | 4      | 5      | 6      | 7      | 8      |
| 車種   | TC     | M'     | M      | M      | M      | M      | M'     | TC     |
| ------ | ------ | ------ | ------ | ------ | ------ | ------ | ------ | ------ |
| 等級   | 一等座 | 標準座 | 標準座 | 標準座 | 標準座 | 標準座 | 標準座 | 標準座 |
| 座席数 | 46席   | 76席   | 55席   | 68席   | 74席   | 68席   | 76席   | 52席   |
| 合計   | 46席   | 469席  | 469席  | 469席  | 469席  | 469席  | 469席  | 469席  |
| 合計   | 515席  |        |        |        |        |        |        |        |

 TC – 控制拖車；M – 動力車

## 運用
- 京釜高速線：首爾 - 大田 - 東大邱 - 釜山
- 湖南高速線：龍山 - 益山 - 光州松汀

## 圖片集
- 兩組列車整體控制運行
- 列車停靠首爾站
- 動力车外觀
- KTX-青龙受電弓
- 標準座車廂
- 優等座車廂